# 桂二牛
桂二牛（1948年—2024年9月5日），江西九江人，中国职业足球迷，因起标志性红色牛角帽打扮广为人知，人送外号“江西第一牛”。

## 生平
桂二牛，1948年江西九江生人，9岁在契机之下成为球迷。左脸涂红油彩，右脸写红大字，头戴牛角。（左脸代表江西革命红土地，右脸写八一，象征八一起义。）其本人主队为中国国家队及江西省内足球队（包含南昌八一衡源，江西庐山足球俱乐部等）

### 怒跳长江
1985年，刚获得1984年亚洲杯亚军的中国队第三次爭取進入世界杯決賽周。在亞洲區外圍賽最後一圈，中国队在北京工人体育馆主場迎战来访的香港队，打平就出线，但由于轻敌中国队1-2不敌香港队伍小组排名第二无缘第二阶段的比赛，被稱為五一九事件。在家中观看这场比赛后的桂二牛悲愤交加，他一怒之下砸了17寸的黑白电视，怒跳长江，最终被渔民所救得以幸免遇难。

### 千里走单骑，助威国足
2004年，亚洲杯在中国举办，中国队闖入决赛与日本队對陣。若能战胜日本队，中国队将创造历史最好成绩（1984年新加坡亚洲杯亚军）。桂二牛骑单车行程二十八天、一千八百七十公里赶到北京为中国队加油。

### 奥运火炬手
2008年，百年前的奥运三问终于实现，北京奥运会如期举行。4月8日，江西省2008年北京奥运会火炬接力境内传递活动领导小组办公室公布人员具体名单，共计377人：其中桂二牛的名字赫然出现在名单中。5月16日，奥运圣火传递至南昌，桂二牛参与火炬传递。

## 逝世
桂二牛晚年身體抱病住院，2023年九江市浔阳区足协管理層及庐山球迷会曾集體到醫院探望。2024年9月5日晚23时40分，桂二牛因病逝世，潯陽區足協、江西庐山足球俱乐部皆知發文悼念，其逝世前3小時，中国队在世界盃亞洲區外圍賽第三圈以0-7敗於日本隊，引起關注。桂二牛生前主队江西庐山俱乐部官方抖音消息:"桂二牛同志离世前已昏迷了三天，与国家队的赛事无关。请大家尊重逝者，不要传谣。"。
2024年9月7日，中甲联赛第22轮，江西庐山主场迎战来访的辽宁铁人。比赛第十二分钟，全场高唱歌曲"朋友"，曲毕，全场球迷高喊"桂二牛，一路走好"。中场休息期间，默哀一分钟。